# Alko Hiti

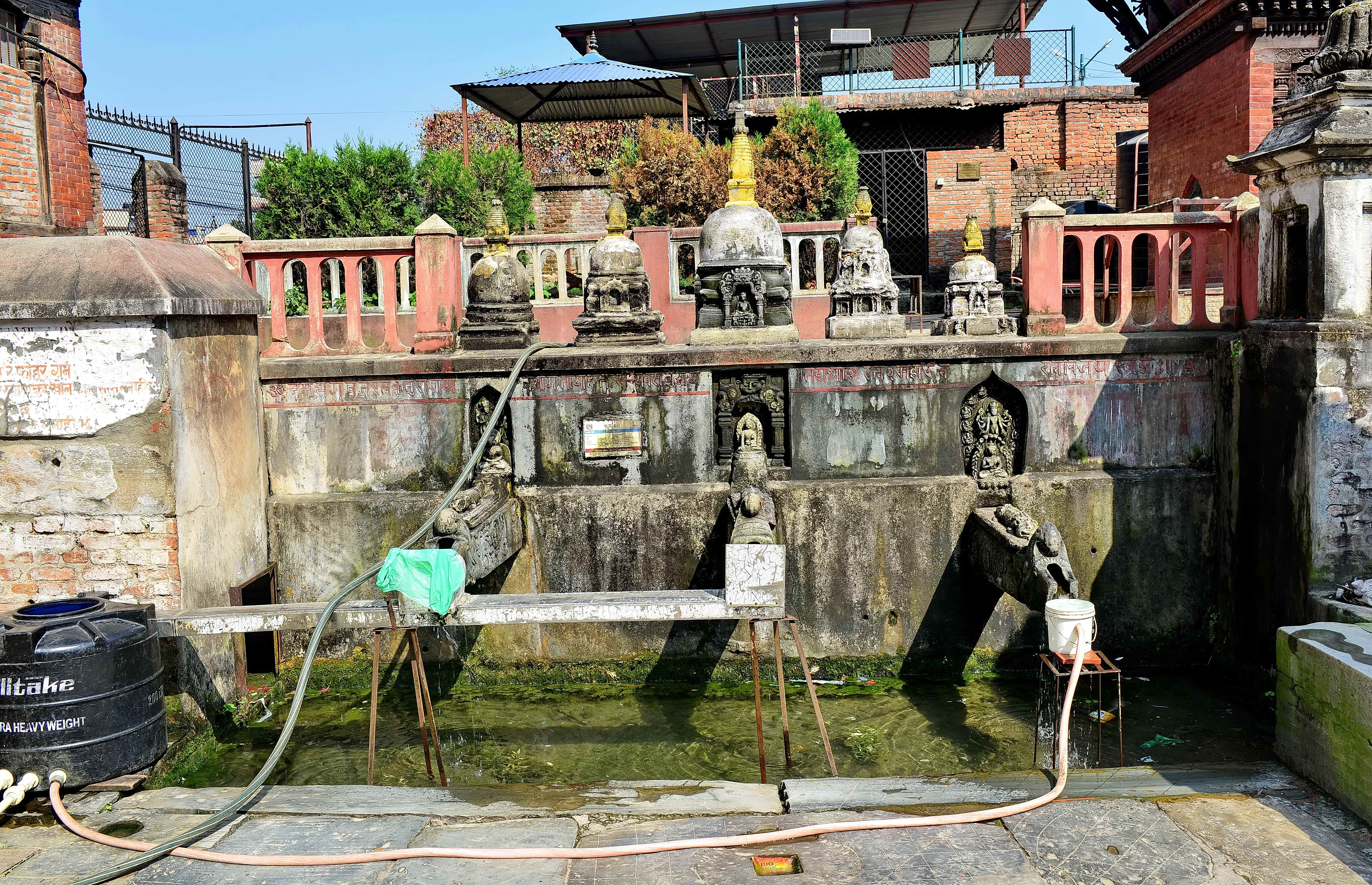
Los tres caños principales de Alko Hiti.

Alko Hiti, también conocida como Alkwo Hiti, Aluko Hiti o Alok Hiti es una fuente de agua potable del siglo XV ubicada en la ciudad de Patan en Nepal. Gracias a la participación activa de las personas que dependen de esta dhunge dhara para su agua potable, Alko Hiti ha permanecido en funcionamiento desde el momento de su construcción hasta la actualidad.

## Historia
Alko Hiti fue construido en el año 1415 por Tumha Dev Bajracharya, un famoso budista tántrico y curandero, junto a la puerta noroeste de la antigua ciudad de Patan.
Tumha Dev Bajracharya también estableció algunas normas para garantizar su uso y mantenimiento adecuados. Algunas partes del dhunge dhara no debían tocarse nunca y el área circundante debía mantenerse limpia. No se debía arrojar allí jabón, aguas residuales, miel ni basura. Además, no se permitía la entrada a mujeres menstruantes ni a personas de castas bajas y estaba prohibido usar zapatos de cuero.
El mantenimiento estaba en manos de un guthi y el rendimiento de una extensión de tierra, reservada especialmente para ese propósito, proporcionó los fondos. A principios de los años 70 se llevó a cabo un importante mantenimiento. Esto no solo afectó al hiti en sí, sino también a sus alrededores. La renovación de Alko Hiti en 1963 estuvo a cargo de la familia Baidya, que afirma ser descendiente de uno de los donantes originales. El mantenimiento de rutina todavía se realiza todos los años durante Naga Panchami y Sithi Nakha.
Según los habitantes de la zona, el mantenimiento de los desagües se dejaba en manos de los peces, sapos y serpientes que vivían en el pozo de drenaje. Los peces se comían el musgo que crecía en el pozo, impidiendo que se obstruyera, los sapos se comían a los peces y las serpientes se comían a los sapos, mientras se deslizaban por el canal de drenaje.

## Estructura

### Patio
Se puede encontrar en un patio rectangular, a unos pocos pasos del nivel de la calle, donde tres lados están delimitados por paredes de ladrillo y el cuarto lado, el noroeste, por un refugio, que es parte pati (izquierda, con un piso) y parte sattal (derecha, con dos pisos), y la entrada al patio. En la esquina oriental del patio hay un templo de Ganesha.

### Cuenca
La cuenca del hiti es un rectángulo de 882 centímetros (347 pulgadas) por 792 centímetros (312 pulgadas) y unos 83 centímetros (33 pulgadas) de profundidad. La escalera principal, orientada al norte, tiene seis escalones. La cuenca está rodeada por un parapeto de ladrillo en tres lados. En el cuarto lado, hay una fila de cinco chaityas entre dos tramos cortos de barandilla y una escalera más pequeña, flanqueada por un santuario. En la esquina norte de la cuenca hay un tutedhara (depósito de desbordamiento) en desuso.

### Caños
Tiene cinco caños: tres caños orientados al sur y dos caños más pequeños e inferiores orientados al oeste y al norte respectivamente. El caño que da al norte también tiene la forma de un makara. Al contrario de lo que se puede ver en la mayoría de los dhunge dharas, no hay ninguna escultura de Bhagiratha debajo de ninguno de los caños.

### Esculturas votivas
La mayoría de las esculturas votivas que hay en Alko Hiti y sus alrededores son budistas, pero también hay algunas esculturas hindúes. Esta combinación de esculturas hindúes y budistas, por ejemplo, una chaitya junto a un lingam, se puede encontrar en muchos dhunge dharas de Nepal.
Encima de la mitad de los tres caños de makara hay un nicho con una escultura del Buda Dharma-Chakra. El caño de makara de la izquierda tiene una escultura de Lakshmi Narayan en su nicho, con una estatua de Buda delante. El caño de la derecha lleva una escultura de Vishnu (como Vaikuntha Kamalaja) así como un Buda.
Además de los cinco chaityas en el borde de la cuenca, hay otro chaitya más grande en el fondo. La pared noroeste de la cuenca hiti está dominada por una estatua de tamaño natural de un Buda sentado en Bhumisparsa Mudra. El santuario junto a las escaleras orientales contiene un linga. Finalmente, hay un pequeño templo shikhara, dedicado a Padmapāṇi.
También hay una serie de esculturas votivas construidas en las paredes de ladrillo del patio.

### Adiciones modernas
Desde principios del siglo XXI se han añadido varios elementos a Alko Hiti, como una torre de agua, tuberías subterráneas, pozos de recarga de agua de lluvia y estanques. El primer pozo de recarga se instaló en 2008, el segundo en 2009.

## Respecto al agua

### Recolección
Además de las tres fuentes originales de agua, existe un sistema para recolectar agua de lluvia en la zona y utilizarla para aumentar la cantidad de agua disponible. El agua de escorrentía de un área de 310 metros cuadrados se captura en cámaras de sedimentación al costado de la calle. Desde allí se transporta a dos pozos de recarga, donde pasa por un sistema de filtrado que utiliza tres medios (arena fina, arena gruesa y canto rodado) para finalmente recargar las aguas subterráneas.

### Producción
En 1998, Alko Hiti produjo entre 267494 y 361152 litros de agua por día.
En 2014, el vertido medio de agua de Alko Hiti fue de 499402.1 litros de agua por día. La calidad del agua se encontraba dentro de los estándares de la Organización Mundial de la Salud para el agua potable, y solo se requería una desinfección leve.
En 2015, se midió un caudal medio diario de 683105 litros.

### Sistema de distribución
Desde 2004, el Comité de Usuarios de Conservación y Abastecimiento de Agua de Alko Hiti (AHCWSUC) ha puesto en marcha un sistema de distribución. Durante varias horas al día, el agua de los caños de los makara se bombea hasta una torre de agua situada junto a la entrada del patio. Desde allí, se transporta a las casas de unas 250 familias de la zona. Durante una hora al día, pueden llenar sus contenedores con un total de 250 a 300 litros de agua. Para el servicio hay que pagar una tarifa de entrada, junto con una modesta cuota mensual. Durante el resto del día, Alko Hiti está disponible para los demás usuarios.
Durante los dos meses aproximadamente que dura la estación seca, el agua es suplementada por Kathmandu Upatyaka Khanepani Limited (KUKL), la empresa dedicada a suministrar agua potable en el Valle de Katmandú, utilizando el mismo sistema de distribución.
Como este plan demostró ser exitoso, otros vecindarios lo copiaron utilizando sus propias fuentes de agua.

## Galería

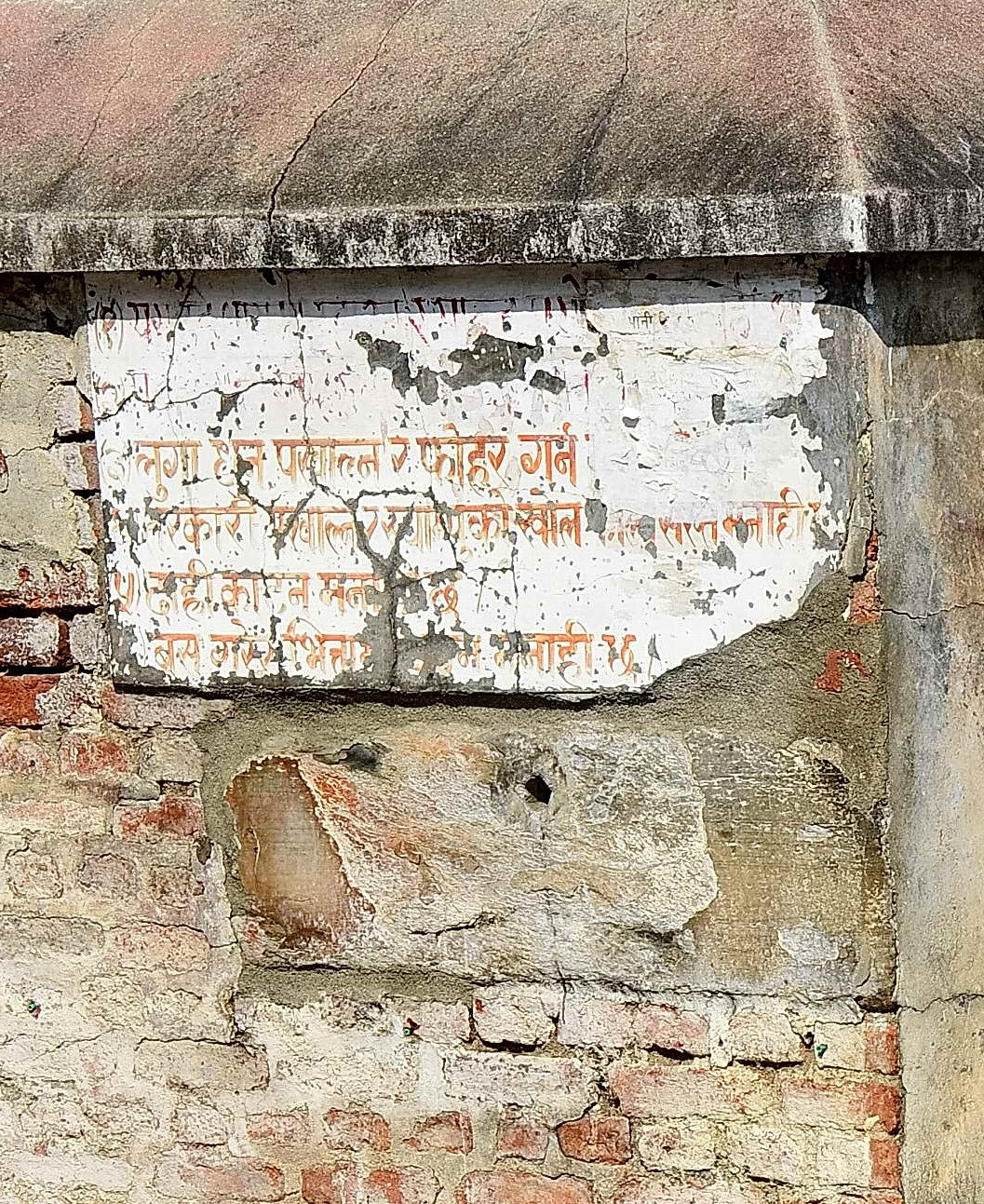
Cartel que describe lo que se debe y no se debe hacer en Alko Hiti.
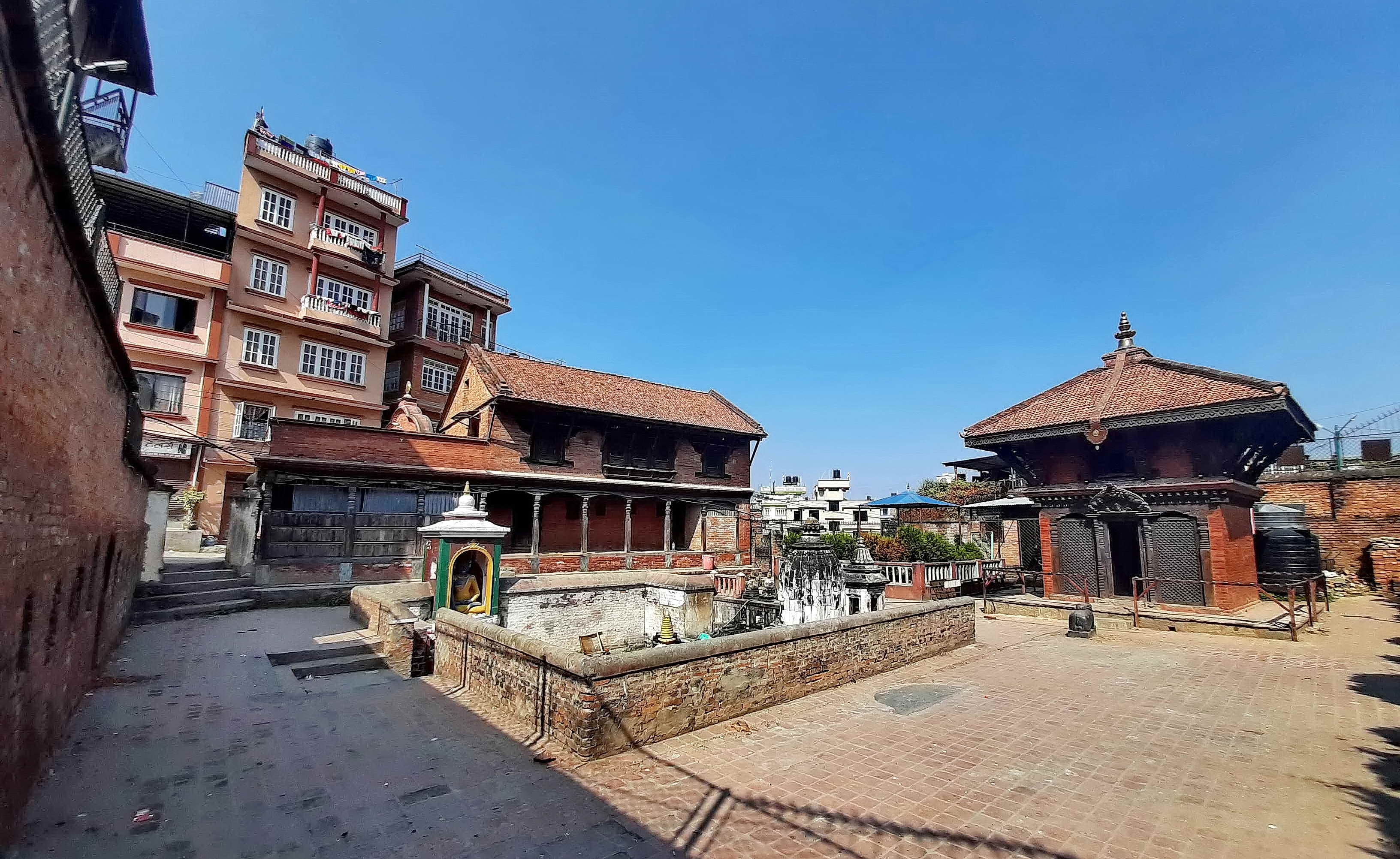
Patio con Alko Hiti desde el sur.
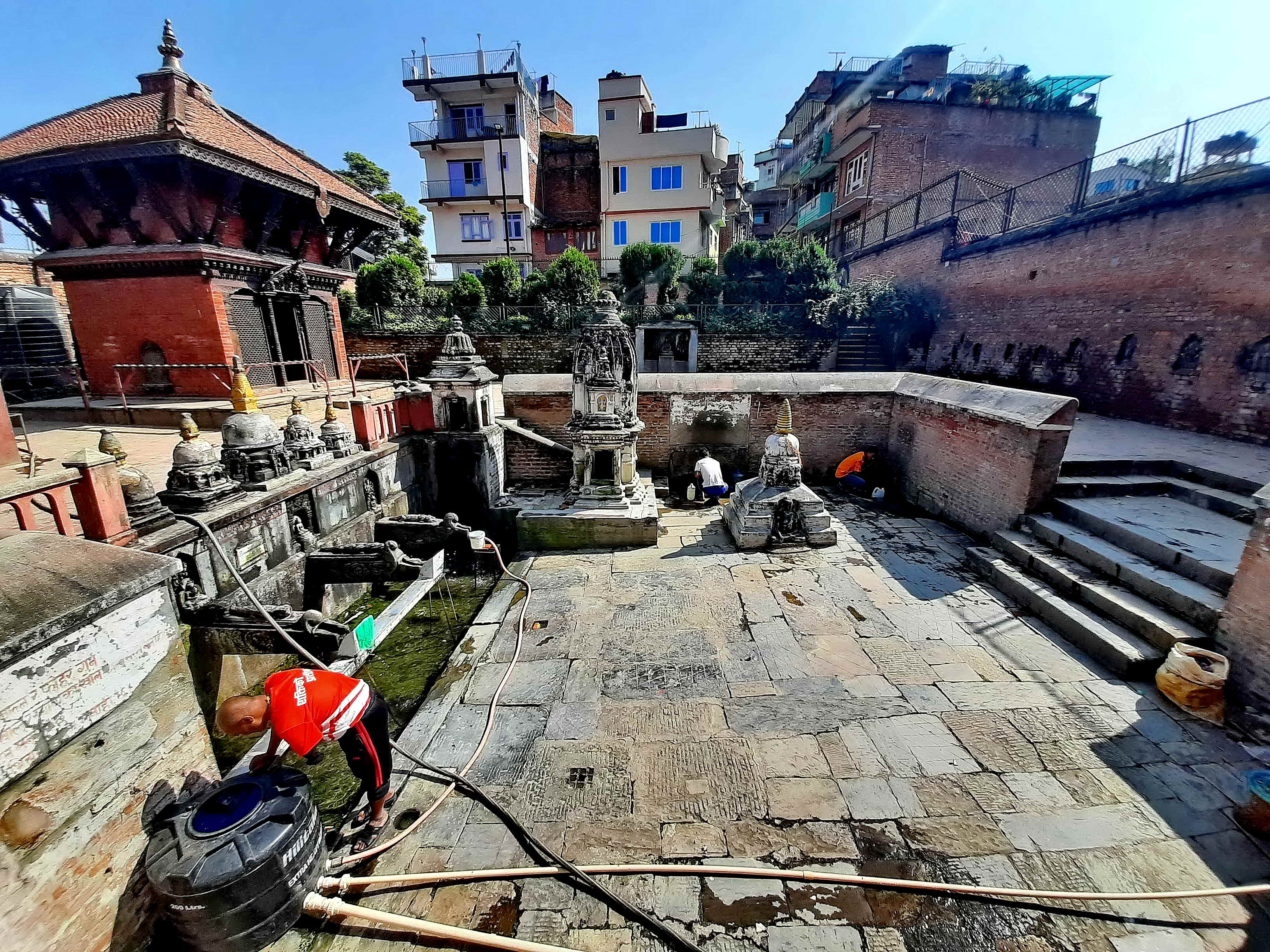
Alko Hiti visto desde el noroeste.
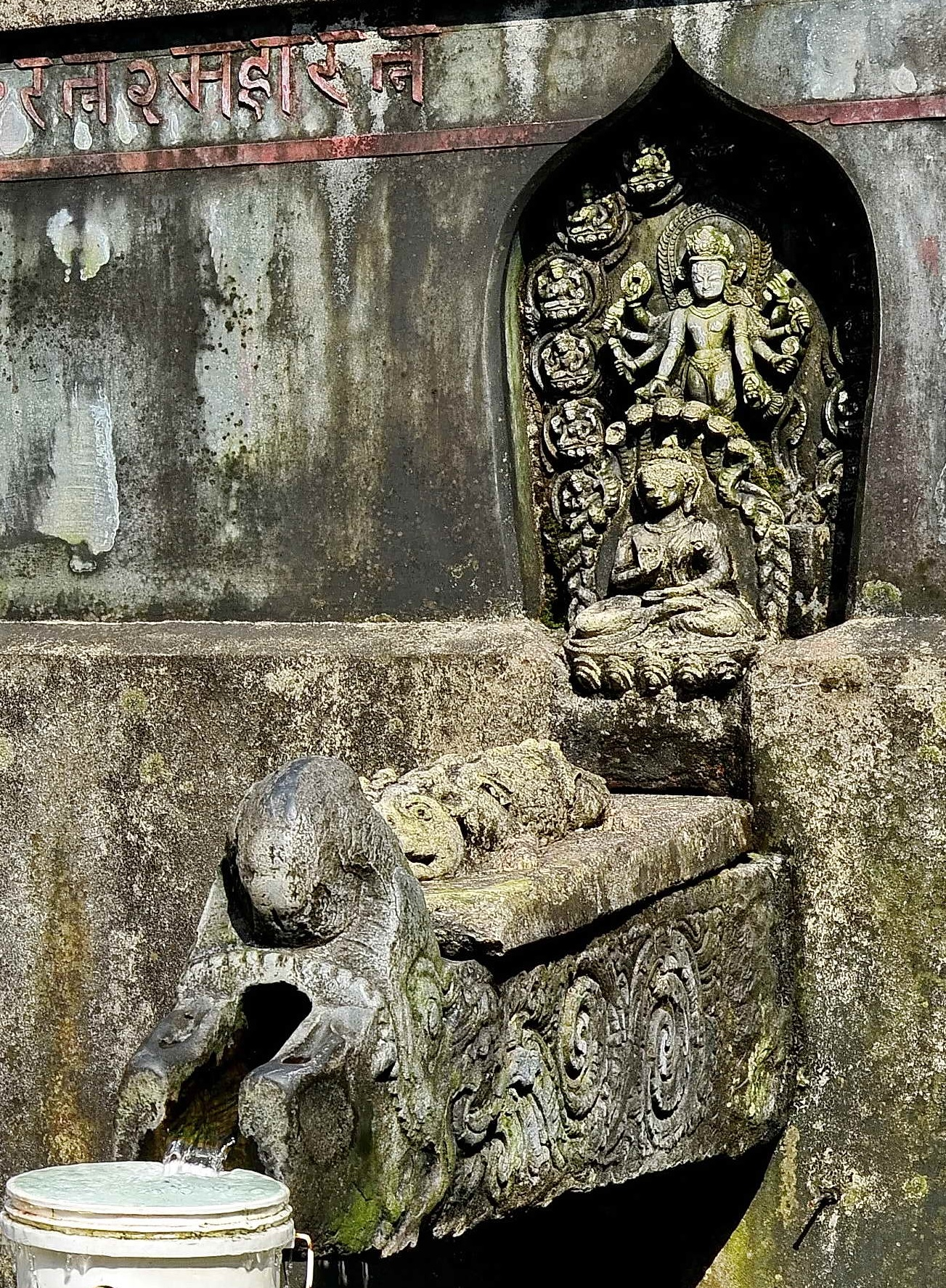
Caño de makara derecho con un Buda colocado delante de una escultura de Vishnu.
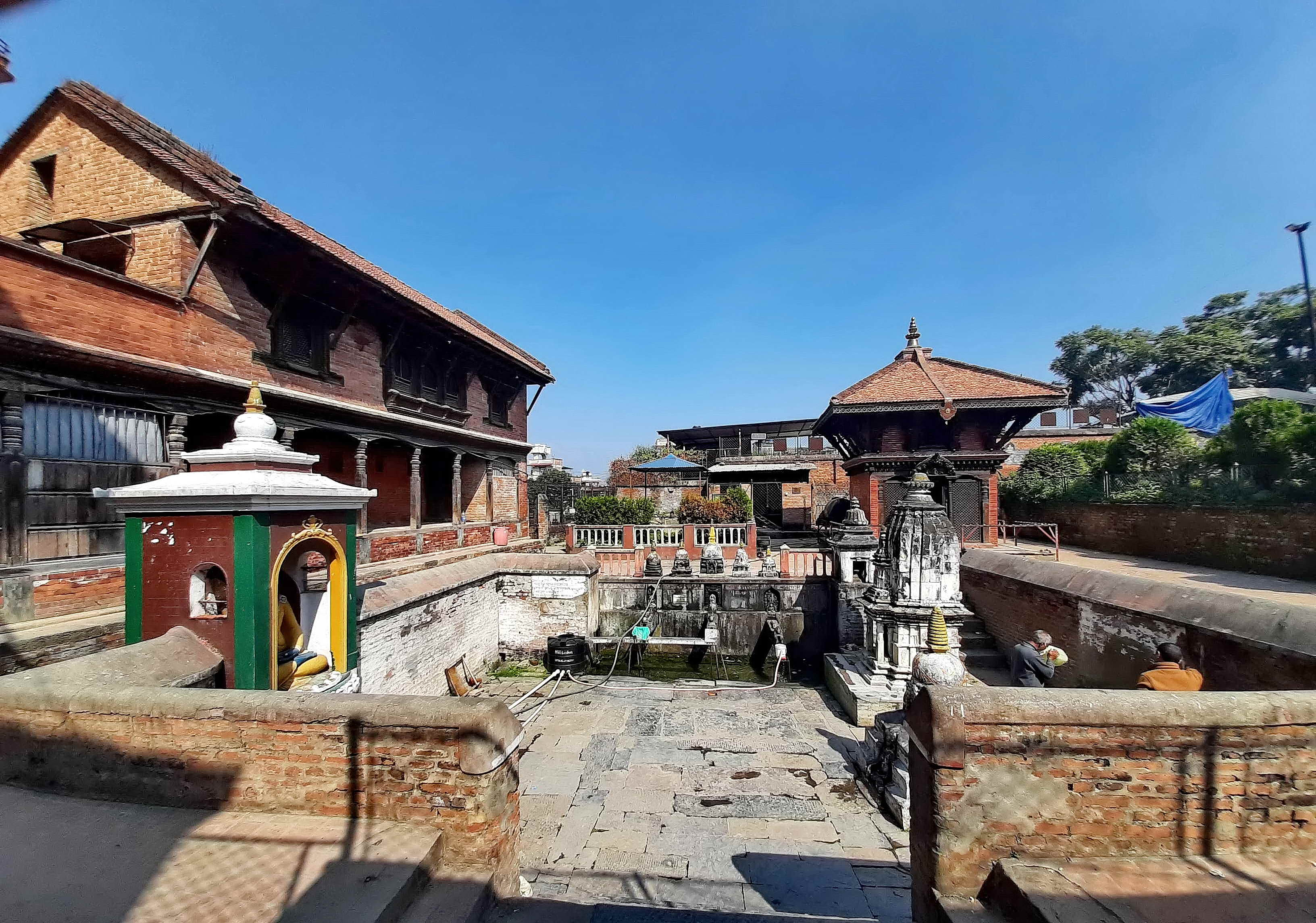
Alko Hiti desde la escalera principal.
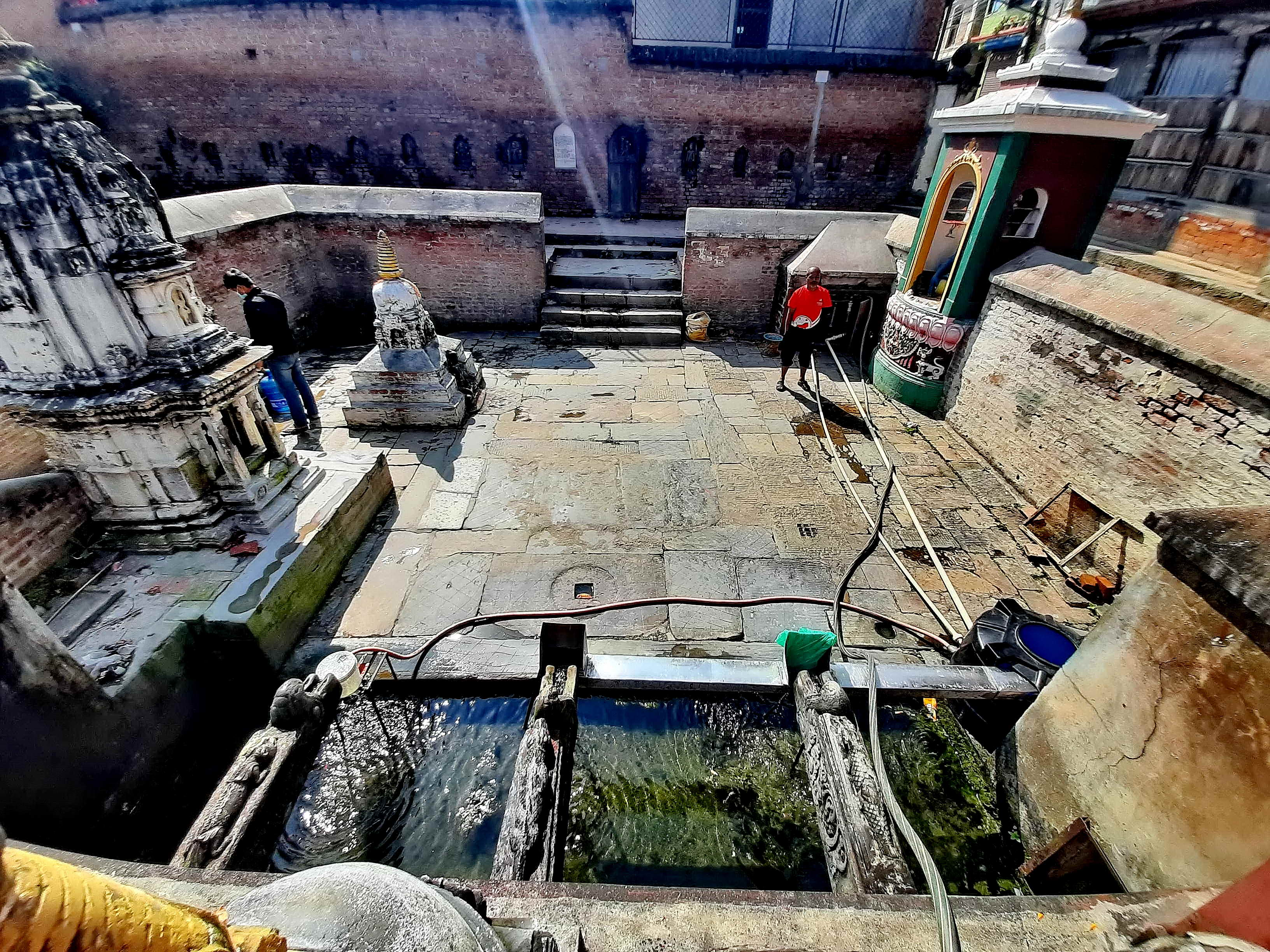
Alko Hiti desde el noreste con las tuberías del sistema de distribución.
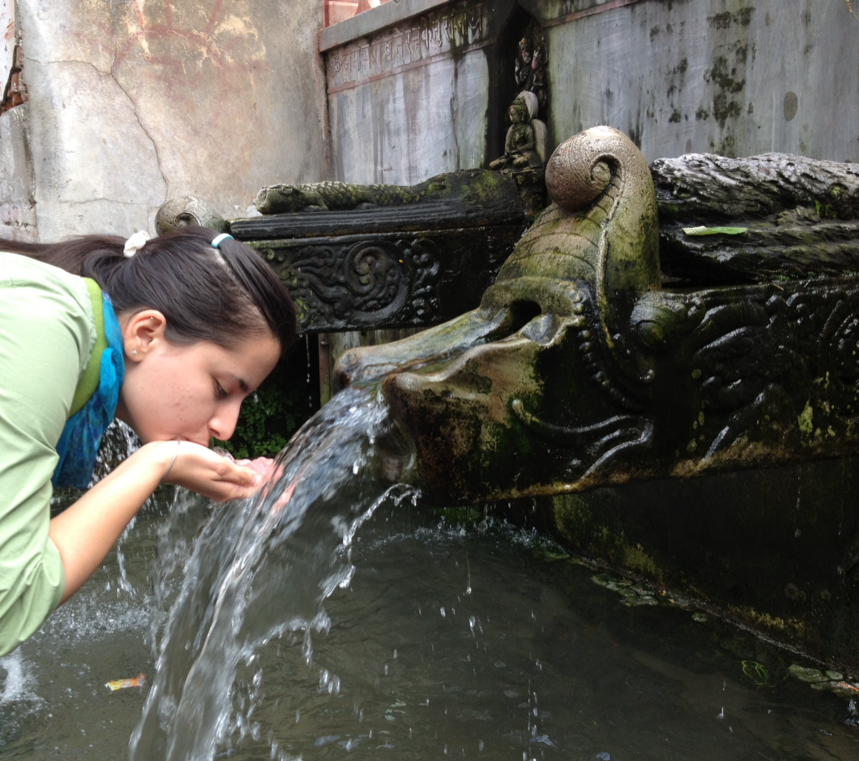
Mujer bebiendo agua en Alko Hiti.